# Crise alimentaire au Malawi
 (décembre 2023).
Le contenu est difficilement compréhensible vu les erreurs de traduction, qui sont peut-être dues à l'utilisation d'un logiciel de traduction automatique.

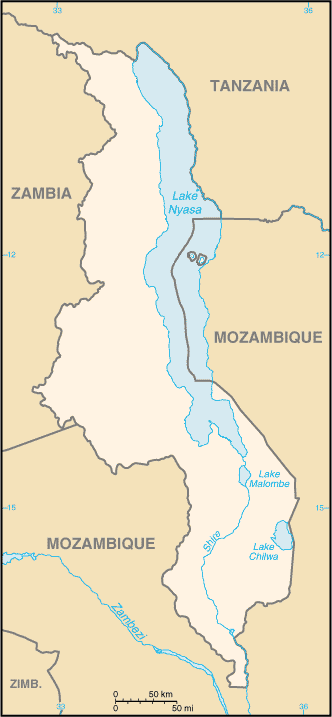
Le Malawi est un pays enclavé d'Afrique australe.

Le Malawi est un des pays les moins développés et est classé 169e sur 191 pays selon l'indice de développement humain de 2021. Le Malawi compte 19 millions de personnes, 53 % d'entre elles vivent sous le seuil national de pauvreté, et 90 % d'entre elles vivent avec moins de 2 dollars par jour. Le Fonds des Nations unies pour l'enfance (UNICEF) estime qu'il y a de 46 000 enfants atteint de malnutrition grave.
En 2012, une famine a lieu au Malawi avec, selon ActionAid, de 300 à 3 000 décès. Pour 85 % des Malawites la principale source de revenu provient de l'agriculture, le blé et la pomme de terre étaient les principaux aliments cultivés et consommés. En 2000/2001, le FMI relève que la récolte de maïs a chuté de 2,5 millions de tonnes à 1,7 million de tonnes, créant un déficit de 273 000 tonnes de maïs impactant de nombreuses personnes. En février 2002, le gouvernement du Malawi annonce qu'il y a une urgence alimentaire et que le pays est dans un état d'urgence. La récolte dans la deuxième moitié de 2002 permet d'atténuer les pires effets de la famine, mais en 2005, une sécheresse provoque une crise alimentaire. Le 15 octobre 2005, le gouvernement, dirigé par le président Bingu wa Mutharika, déclare un nouvel état d'urgence. Le Malawi s'est remis de la crise de 2005, mais fait face à une nouvelle pénurie alimentaire.

## L'histoire
Les chercheurs tracent l'origine de la crise alimentaire du Malawi à 1991 et 1992, lorsqu'une sécheresse en Afrique australe réduit drastiquement la production de maïs au Malawi. Le maïs, qui représente en moyenne 54 % de l'apport calorique quotidien des Malawites, voit son prix augmenter rapidement pour finalement arriver au double de son coût initial entre 1992 et 1993,. Bien qu'il y ait un surplus de production de maïs en 1993 raison de l'amélioration de la pluviométrie et des subventions du gouvernement  pour des semences de maïs hybride et des fertilisants, la consommation alimentaire de la population n'a pas augmenté à cause des habitudes prises durant de la famine pour y faire face.

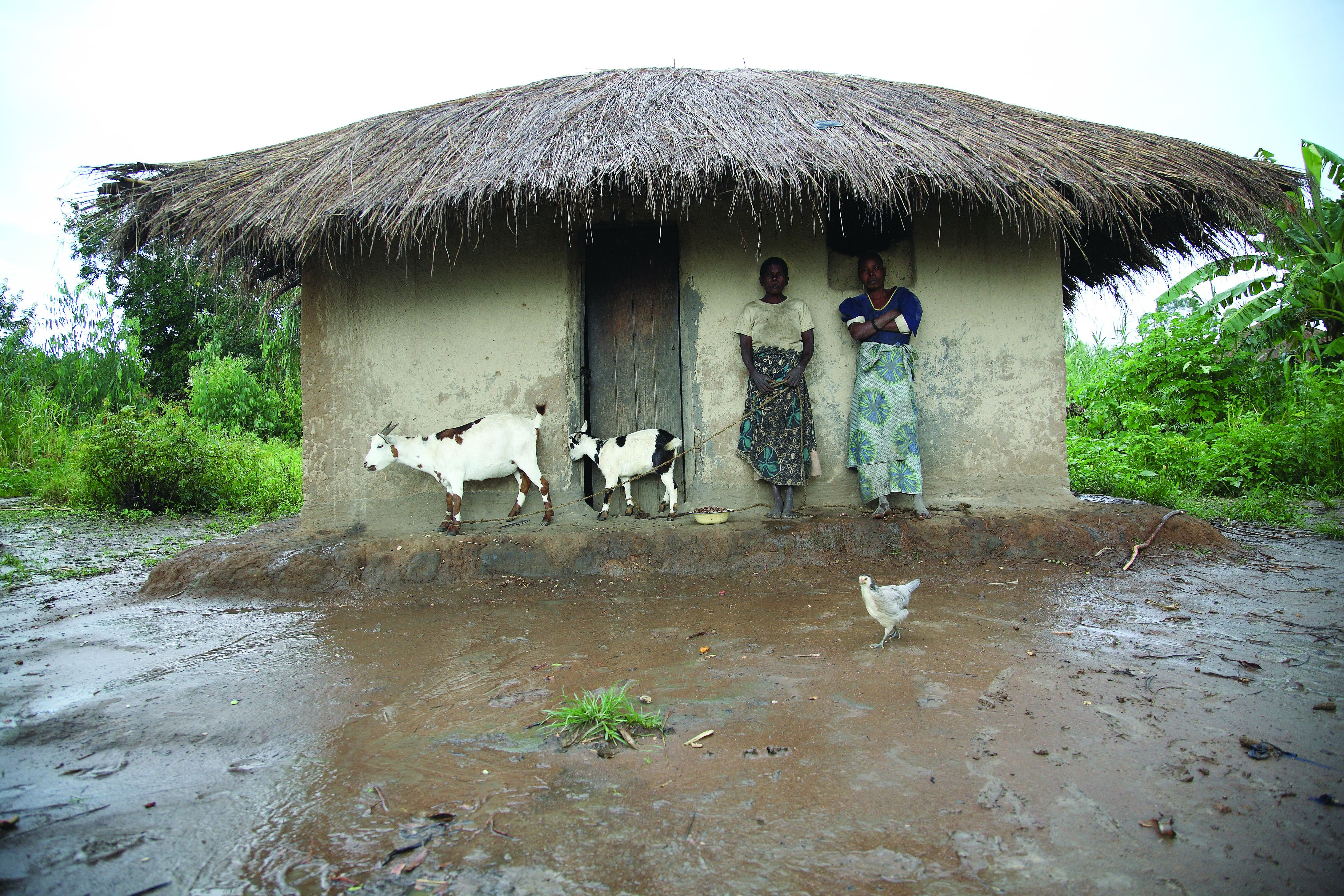
Au Malawi, l'agriculture souffre de catastrophes naturelles telles que les inondations.

Une agence du gouvernement, l'ADMARC, contrôle, jusqu'en 1998, l'achat et la négociation des cultures et des engrais des petits producteurs. La corruption et la recherche de rentes au sein de l'agence causent l'exploitation des petits agriculteurs et la falsification des prix des céréales. Lorsque le prix du tabac a diminué en 1985, l'ADMARC fait presque faillite. Dans le but d'obtenir des prêts de la Banque mondiale, l'ADMARC devient pour partie une société de droit privé et supprime les subventions sur les engrais en 1988/1989. L'incapacité de l'ADMARC de fournir de l'engrais et des semences pour les petits agriculteurs a également contribué à la crise alimentaire de 1992.
Depuis, les sécheresses et les inondations régulières continuent d'affecter le Malawi. Entre 1990 et 2006, selon ActionAid, il y a 33 de catastrophes liées au climat, soit 7 de plus qu'entre 1970 et 1989. L'économie du Malawi étant fortement agricole ; la plupart des gens survivent grâce à leur propre récolte et aux petits revenus issus de la vente de leur excédent. Le nombre élevé et l'augmentation de la sévérité des sécheresses et des inondations depuis 1990 affecte une grande partie de la population du pays. Les agriculteurs ont peu de capacité à s'adapter ou à récupérer des catastrophes, les rendant de plus en plus vulnérables aux événements futurs, ce qui aggrave le cycle de la pauvreté et de la faim. Du début des années 1970 à 1994, le gouvernement subventionne la culture de semence de maïs hybride. Lorsque le gouvernement arrête ce programme car trop coûteux à maintenir, la production de maïs chute et les prix augmentent à nouveau.

## Les facteurs contributifs

### Démographique
La population du Malawi augmente rapidement dans les décennies précédant la crise alimentaire. De 3 millions d'habitants en 1950, la population est passée à 9,6 d'habitants en 1991. Au moins les deux tiers des personnes touchées par cette crise en ont souffert à cause de la croissance de la population dans les décennies précédentes.
Ce qui signifie que les deux tiers de cette crise sont une conséquence directe de la croissance de la population depuis 1950.

### Politique
Après avoir obtenu son indépendance en 1964, le Malawi est présidé par Hastings Banda. Bien que les gens ont le droit de vote, le Malawi est un état à parti unique, et Banda est le leader du Malawi Congress Party (MCP), le seul parti à l'époque. Banda a l'autorité d'un dictateur, et il y a beaucoup de violations des droits de l'Homme au cours de son règne, tels que les assassinats de dissidents politiques. Ce n'est qu'en 1993, quand les gens ont voté pour un état pluraliste que Banda et  le MCP sortent du pouvoir. Une nouvelle constitution est créée en 1995, la création d'un gouvernement avec un exécutif, un parlement monocaméral, législatif et judiciaire. En 1998, sous la présidence de Bakili Muluzi, le gouvernement créé la National Food Reserve Agency (NFRA) pour gérer la réserve stratégique de céréales en cas de catastrophe. La NFRA, une agence gouvernementale avec un conseil d'administration nommé par le gouvernement du Malawi, réussi à créer une réserve de grains, mais aussi à la financer et à gérer les importations et les exportations impliqués avec la réserve.
Cependant, la NFRA contracte rapidement une dette de 1 milliard de kwacha (MK) en raison du haut taux d'intérêt de 56 % au cours de laquelle elle achète 165 000 tonnes de maïs, selon le Fonds monétaire international (FMI). En 2001, le FMI recommande au gouvernement de vendre le grain de réserve, parce que la récolte était suffisante en 2000. Il semble alors y avoir peu d'utilité pour une aussi grande réserve, alors que le grain lui-même est en train de pourrir. La recommandation du FMI fait suite aux résultats d'une étude de 2000, demandée par la Commission européenne, qui a montré que seulement 30 000 à 60 000 tonnes de maïs seraient nécessaires pour appuyer le pays dans le cas d'une catastrophe localisée. Le maintien d'une telle quantité de maïs est cher, et l'étude recommande l'élaboration d'une meilleure stratégie d'importation dans le cas d'une crise alimentaire majeure inattendue. La NFRA suit la recommandation du FMI et vend la majorité de ses réserves au Kenya et au Mozambique, la taille de la réserve diminue de 165 000 à 60 000 tonnes de maïs. Selon le rapport de 2002 d'ActionAid, une des causes de la crise alimentaire fait suite au conseil du FMI de vendre la réserve de céréales. Cependant, le FMI et ActionAid reconnaissent que le grain était vieux et cher à stocker, et qu'à l'époque, il était logique de recommander à la NFRA de le vendre.
En 2002, au point culminant de la famine, la réserve de céréales est appauvrie, et le gouvernement n'a pas d'autres ressources. La situation a été exacerbée par la mauvaise préparation du gouvernement dans la reconstitution des sources utilisées pour la réserve. En outre, les opérateurs privés ont acheté une grande partie de la réserve de céréales, et l'ont revendue à des prix excessifs, quand la nourriture était rare en 2001. Le gouvernement a commencé à importer du maïs en provenance des pays voisins et de l'étranger, mais il tarde à arriver. Plusieurs facteurs ralentissent l'arrivée de l'aide alimentaire tels que les routes encombrées, les camions redirigés de façon inefficace et  les ports encombrés. De plus, les mauvaises relations avec certains pays donateurs augmentent les délais de réponses; beaucoup trouvent suspect la participation du FMI dans l'épuisement de la réserve stratégique de céréales, et d'autres se méfient de la corruption du gouvernement.
En outre, les politiques actuellement en place pour traiter les crises alimentaires sont insuffisantes. Au Malawi, les politiques de gestion des catastrophes, appelé le National Adaptation Programme of Action (NAPA), ne prends pas en considération le genre et la santé, seulement l'agriculture et l'environnement. La majeure partie de la gestion des catastrophes et du changement climatique est réalisé à un niveau national, et toutes les politiques et actions n'ont pas de retombées pour les communautés locales; interrogés en 2006, des chefs de district de Nsanje et Salima ne savent même pas que le NAPA existe.

### Économique
En 2009, les Nations unies rapportent que 80 % de la population du Malawi sont rurales; il y a peu d'emplois industriels ou de services. Certains ont pu travailler sur de grandes plantations de tabac, de trouver des emplois dans les villes, ou de migrer vers les pays voisins pour des emplois à bas salaire, mais il y a peu d'opportunités. Britannica Online affirme que dans les années 2000, plus de 80% de la population travaille dans l'agriculture. Environ 33 % du PIB national est issu de l'agriculture, ainsi que plus de 50 % des recettes d'exportation notamment du tabac, du sucre, du thé et du coton).
L'ADMARC, une entreprise d'état et l'un des principaux fournisseurs de maïs, contrôle certains marchés et financements de la nourriture. Une étude menée par l'Institute for Agriculture and Trade policy constate que le prix de marché du maïs a augmenté de 4MK/kg en juin 2001 à 40+MK/kg en janvier 2002. Le salaire journalier pour les travailleurs, cependant, est resté le même à 20MK/jour. La libéralisation du marché, surtout en ce qui concerne la perte de contrôle par l'ADMARC, rend le suivi et le contrôle du marché du maïs difficile. Le prix du maïs est dépendant du marché, et la NFRA n'a pas le pouvoir d'intervenir sur les marchés.
Au Malawi, les politiques agricoles sont également problématique: l'approvisionnement alimentaire du pays est fortement tributaire de maïs, et les efforts visant à diversifier les cultures ont été infructueuses. Par conséquent, une majorité de la population souffre lorsque la production agricole, notamment la production de maïs, échoue en 2001, parce que les gens ne peuvent plus cultiver de la nourriture pour eux-mêmes et n'ont plus de revenus pour acheter de la nourriture.
Le tabac, le principal produit d'exportation du Malawi, a diminué dans les ventes à l'international. Depuis les années 1980, son chiffre d'affaires a diminué de 50 %, et donc le revenu et le pouvoir d'achat des petits agriculteurs a diminué, selon l' Institut pour l'Agriculture et la Politique Commerciale. En 2000-2001, de nombreux petits agriculteurs ne peuvent pas rembourser leurs prêts privés et gouvernementaux. Par conséquent, en 2001/2002, beaucoup d'agriculteurs ne peuvent pas bénéficier de crédits pour acheter des semences et des engrais pour leurs cultures. D'autres efforts visent à renforcer le secteur agricole en encourageant une utilisation mixte des terres, l'amélioration des systèmes d'irrigation, en offrant le stockage et la protection des récoltes, la construction de routes et de bâtiments, de fournir des crédits et des possibilités de commercialisation, ont été offerts aux gros exploitants mais pas aux petits producteurs.

### Sociales et de la santé

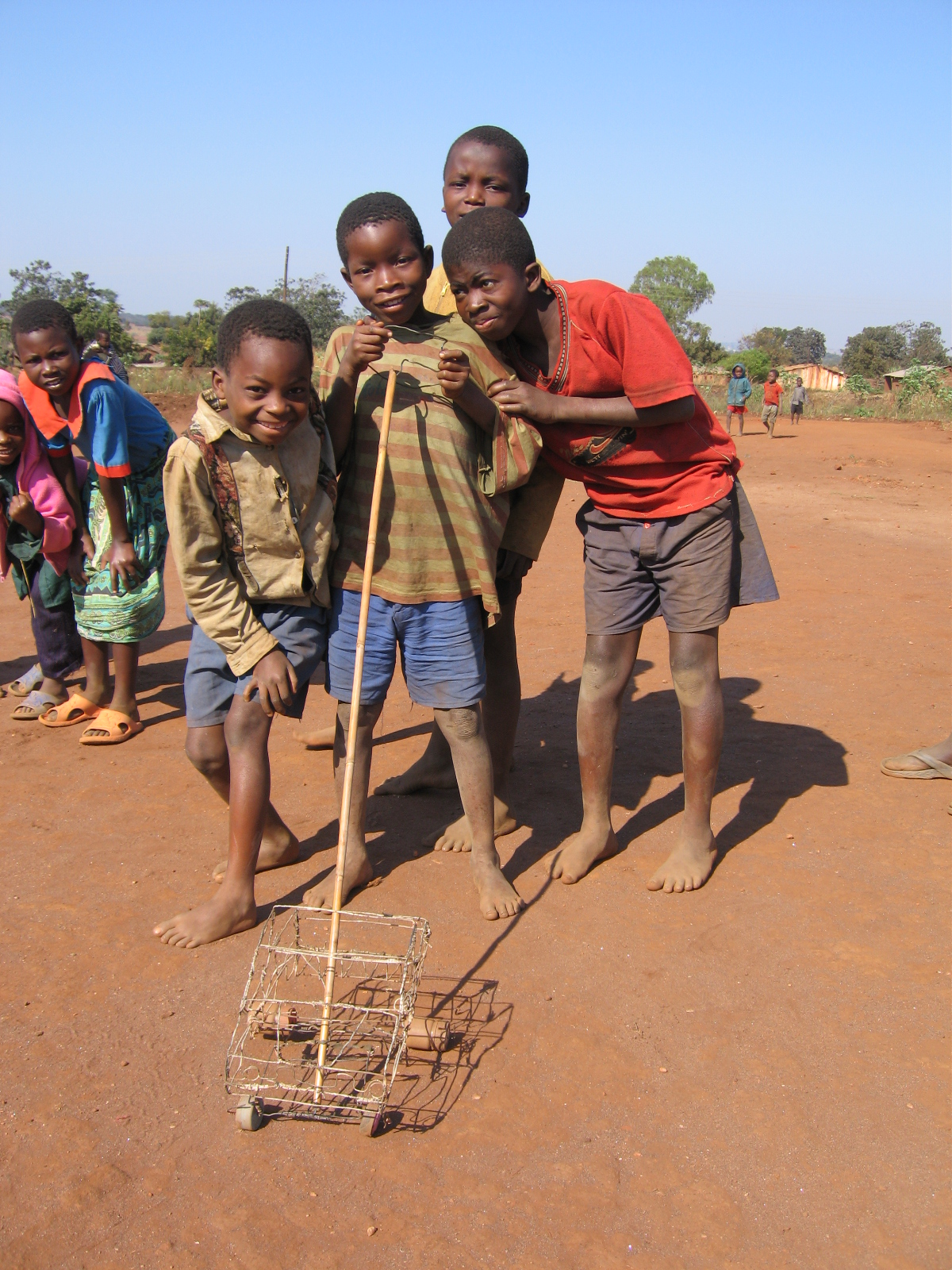
La crise alimentaire rend les orphelins du VIH/SIDA au Malawi particulièrement vulnérables à la pauvreté, la faim, etc.

La pauvreté est largement répandue au Malawi, avec 50 % de sa population vivant sous le seuil de pauvreté de 2 $/jour, selon la Banque Mondiale. Les pauvres des zones rurales sont particulièrement vulnérables à la crise alimentaire, car ils ne peuvent pas se permettre d'acheter de la nourriture lorsque leurs récoltes sont insuffisantes.
En 2002, un rapport d'ActionAid spécule que, depuis 1994, lorsque la démocratie a été créé au Malawi, il y a eu un changement social réduisant la solidarité de la communauté. Au cours de la sécheresse de 1991/1992, les communautés se sont regroupées, se sont soutenues les unes les autres, partagées de la nourriture et fournit des emplois à ceux qui en avaient besoin. Selon un rapport de 2002 d'Action Aid, au cours de la crise alimentaire de 2001/2002, l'état d'esprit des gens a changé pour devenir une "justice populaire anarchique", du "chacun pour soi".
Le SIDA au Malawi est très répandue: en 2012, le gouvernement du Malawi a estimé que la maladie touche près de 17 % des citadins Malawiens et 9 % des Malawiens. Les ménages avec des adultes touchés par le VIH/SIDA et les ménages sans adultes en raison du SIDA ont une productivité agricole plus faible. Non seulement les personnes atteintes du SIDA ne peuvent pas travailler les champs, mais en plus d'autres personnes doivent prendre soin d'eux et une partie des revenus des ménages servent à financer les médicaments et les funérailles. Ainsi, la prévalence du SIDA a rendu beaucoup de Malawiens vulnérables au cours de la crise alimentaire. Durant la famine de 2002, 70 % des décès dans les hôpitaux sont dus au SIDA.

### Écologique
Le sol Malawite est en mauvais état en raison de l'incapacité de nombreux agriculteurs à payer les engrais dans le passé. Il existe quelques solutions faciles pour le maintien de la fertilité des sols; le Malawi est trop pauvre pour importer des matières organiques permettant la restauration des éléments nutritifs du sol, et la terre est trop rare pour allouer de grandes parcelles de terre pour la restauration des sols. Les agriculteurs individuels ne peuvent pas se permettre d'engrais pour leurs terres. Par conséquent, les aliments et les niveaux de production sont également largement affecté par la baisse de la fertilité des sols et la pénurie de terres. Comme la périodicité des précipitations change et la température augmente, la longueur de la saison où les cultures sont en croissance diminue et les agriculteurs doivent acheter des cultures hybrides plus coûteuses afin d'obtenir une bonne récolte. Certains agriculteurs ont repoussé leur saison de production du maïs de novembre à décembre, tandis que d'autres la font plus tôt, afin de gérer l'évolution des conditions météorologiques. Comme mentionné précédemment, l'augmentation de la fréquence des sécheresses et des inondations, rend les agriculteurs particulièrement vulnérables aux pénuries alimentaires.
La pluviométrie en 2000/2001 et en 2001/2002 a été sporadique, avec des sécheresses et des inondations récurrentes qui ont empêché des récoltes suffisantes. De nombreux agriculteurs, afin de composer avec les conditions météorologiques imprévisibles, exploitent leurs cultures prématurément, ce qui a diminué la production de cultures en 2001/2002. En outre, l'évolution des conditions météorologiques rend les méthodes de prévision de la récolte de peu fiables; les systèmes d'alerte basés sur les prévisions météorologiques et l'évaluation régulière des récoltes prévoient que la production de maïs serait plus faible lors de la saison 2001/2002 mais serait compensée par une augmentation dans d'autres cultures, telles que les racines et les tubercule. Cependant, toutes les cultures ont souffert dans la saison 2001/2002. Ceci rendant le gouvernement mal préparé pour la crise alimentaire de 2002.

## Réponse et les efforts de secours
Le gouvernement du Malawi a mis en œuvre un programme de subvention des engrais appelé le Programme de Subventions aux Intrants Agricoles (FISP) en 2005, en vertu duquel le gouvernement subventionne les engrais et semences pour les agriculteurs vulnérables. Le prix de l'engrais est fixé à 7 $ par sac de 50, ce qui est une forte réduction par apport au prix du marché qui est alors de 27 $ pour un sac de 50 kg. Une étude réalisée par l'Université du Michigan a constaté que bien que l'irrégularité des précipitations a limité l'efficacité du programme en 2005-2006, l'amélioration de la météo, en 2007, a permis au programme de s'épanouir et le Malawi a enregistré un record de production de maïs de 3,4 millions de tonnes, soit un excédent de 1,4 million de tonnes. En conséquence, en 2007, le Malawi a été en mesure d'exporter du maïs pour le profit et le don de maïs à d'autres pays dans le besoin ; le Zimbabwe a importé de 40 000 tonnes de maïs à partir du Malawi, le Lesotho et le Swaziland ont tous deux reçu 5 000 tonnes de maïs donnés par le Malawi.
Les ONG locales et internationales, y compris le Programme Alimentaire Mondial (PAM), l'UE, le Royaume-Uni, et de l'USAID, réalisent des dons de nourriture au Malawi après la déclaration de l'état de catastrophe en 2002. En 2005, le PAM estime que l'aide alimentaire a été permis de nourrir 11 % de la population du Malawi.

## Les effets à long terme

### Santé
La crise alimentaire rend les enfants plus particulièrement vulnérables à la malnutrition et aux maladies. En 2006, l'UNICE estime que 46 % des enfants de moins de 5 ans souffrent de malnutrition chronique et que 19 % sont en sous-poids. Depuis 1992, aux origines de la crise alimentaire, la situation nutritive des enfants n'a pas évolué.
En 2001/2002 et 2005/2006, durant la saison des pénuries alimentaires les plus importantes, une épidémie de choléra se répand dans le pays. L'UNICEF estime que l'association d'une mauvaise hygiène, de sources d'eau de mauvaise qualité associés avec la crise alimentaire, ce qui rend les personnes plus susceptibles d'être malade, ont favorisé l'épidémie.
Pendant le pic de la crise alimentaire, d'avril à mai 2002, l'OMS évalue la santé au Malawi. Elle constate que, entre octobre 2001 et mars 2002, il y a en moyenne 1,9 décès pour 10 000 habitants par jour. Il y a une épidémie de choléra avec 33 150 cas détectés et 981 décès, soit un taux de létalité de 3 %. Pourtant, le nombre de personnes cherchant de l'aide dans des établissements de santé a diminué de 25 % dans la même période. L'étude suggère que les établissements de santé ont été paralysées par le manque de personnel, de médicaments, d'une mauvaise communication et de mauvais systèmes de transport. Comme les gens ont commencé à prioriser la sécurité alimentaire avant tout le reste, la santé et la recherche d'un traitement dans des établissements de santé mal entretenus deviennent secondaires.

### La politique
La politique de sécurité alimentaire du gouvernement, a FISP, a augmenté la productivité agricole. Comme mentionné précédemment, la production de maïs a dépassé la demande intérieure après la mise en œuvre de la FISP. Entre 2005 et 2011, le PIB a progressé en moyenne de 11,7 % par an, et de nombreux experts ont contribué la croissance du PIB de l'agriculture à la FISP. Cependant, des études récentes ont suggéré que la FISP n'est pas un programme durable: comme le nombre de ménages nécessiteux augmente, la quantité d'engrais et de semences, a diminué de 85 kg par agriculteur en 2005/2006 à 60 kg par agriculteur en 2012/2013.
De nouvelles politiques de sécurité alimentaire ont été élaborées en 2002 et 2003. Le Malawi Poverty Reduction Strategy est un cadre d'élaboration des politiques visent à orienter et informer les décisions budgétaires du gouvernement central. Le capital humain, les filets de sécurité, et la gouvernance sont au cœur de la politique de croissance économique, basée sur des décisions budgétaires qui encouragent la croissance économique agricole et la création de filets de sécurité efficaces. Le Ministère de l'Agriculture a collaboré avec des organisations de la société civile, d'autres ministères, des entreprises privées, et les bailleurs de fonds pour créer une politique de sécurité alimentaire et nutritionnelle. La politique vise à: 1) d'augmenter la disponibilité de la nourriture, par l'extension des systèmes d'irrigation et de l'accès aux engrais et à la terre, 2) renforcer le marché rural, 3) fournir un certain nombre de guides de santé, de conseils diététiques et de services, et 4) d'établir et de renforcer les plans de gestion des catastrophes, la réserve stratégique de céréales, et les systèmes de suivis et de prédiction de la production alimentataire. Enfin, le Ministère de la Planification Économique et du Développement développe une stratégie de croissance qui augmenterait l'accès à la nourriture par la promotion du commerce et de l'investissement dans les zones rurales du Malawi afin d'accroître les revenus et les possibilités d'emploi.

### Culture et société
Au cours de la crise alimentaire, les gens ont commencé à changer leur mode de vie pour obtenir de la nourriture. Certains ont commencé à prendre des petits boulots en échange de nourriture. Beaucoup ont vendu des articles de ménage et de bétail à des prix bas pour acheter de la nourriture, ce qui rend difficile pour eux de retrouver la stabilité après la crise alimentaire. Certains ont migré vers la Zambie et d'autres pays voisins pour travailler pour de bas salaires ou de la nourriture.
La crise alimentaire a également affecté l'éducation. Dans certaines régions, le taux d'abandon scolaire a augmenté de 25 % en raison de la faim. De nombreux enfants ne vont plus à l'école afin de travailler ou de chercher de la nourriture, tandis que d'autres ne peuvent plus se permettre les frais de scolarité. Certains enseignants se sont plaints que les écoles ont perdu leur contrôle sur les étudiants parce qu'ils ne peuvent pas forcer les élèves à rester, étudier ou faire leurs devoirs s'ils sont affamés et malades. l'UNICEF affirme que dans certaines zones où la crise alimentaire est particulièrement sévère, de la moitié aux trois quarts des enfants en âge d'être scolarisé ont cessé d'aller à l'école. En réponse à cette baisse de la fréquentation de l'école, l'UNICEF et le PAM ont commencé à mettre en œuvre des programmes qui nourrissent les enfants à l'école et à fournir un soutien matériel supplémentaire et pour les enseignants. L'UNICEF a signalé que le programme a apporté une "grande amélioration" dans la fréquentation de l'école, voire dans certains cas causer des bâtiments scolaires à être en sur-capacité avec des enfants en quête de nourriture.
L'ensemble de l'ordre social s'est également détériorée, les gens ont commencé à voler leurs voisins, abandonnés leurs d'enfants, des rixes pour de la nourriture, et échangés faveurs sexuelles contre de la nourriture. Le vol de la nourriture et de l'argent est devenu beaucoup plus fréquent. Dans certaines régions, les voleurs attrapés sont torturés et mutilés en guise de punition. Les personnes âgées, les orphelins, et les femmes sont de plus en plus vulnérables, non seulement parce qu'il est plus difficile pour eux de se fournir eux-mêmes, mais aussi parce qu'ils sont plus sujets aux vol et à la violence. En 2005, de nombreuses femmes ont déclaré avoir été agressés au marché de l'ADMARC lors de l'achat des 25 kg de maïs qui leur sont réservés. Le prix de la prostitution a diminué de MK1000 à MK200, ce qui accroît les comportements à risques des femmes afin de pouvoir gagner de l'argent. La structure sociale du mariage a également changé en raison de la crise alimentaire: beaucoup de filles sont forcées de se marier jeunes parce que leurs familles ne pouvaient pas subvenir à leurs besoins pendant la crise alimentaire, conduisant à une augmentation du nombre de violences domestiques faites aux femmes.

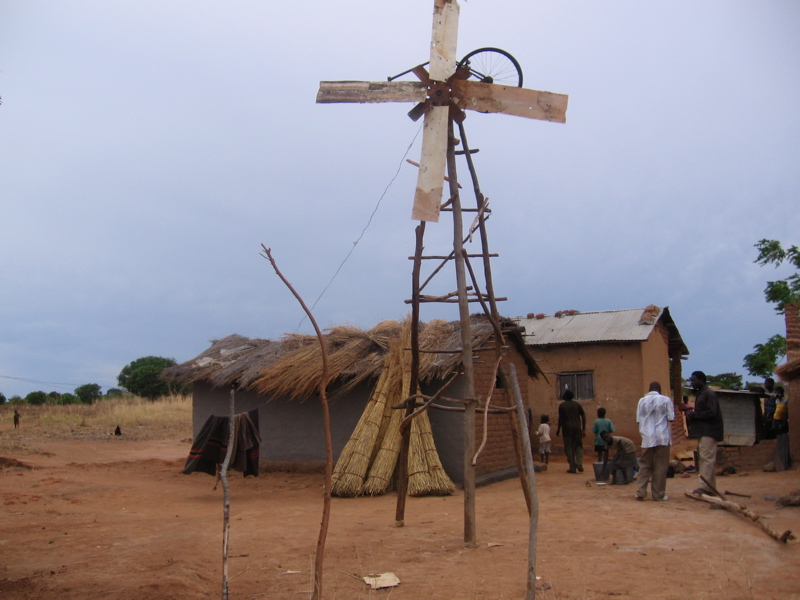
La première éolienne construite par William Kamkwamba.

Il y a un récit personnel de la famine par William Kamkwamba dans son livre Le Garçon qui dompta le vent. À l'âge de 14 ans, Kamkwamba abandonne l'école parce que sa famille ne pouvait plus se permettre de payer ses frais de scolarité. Il commence à étudier l'électronique dans la bibliothèque locale et réalise qu'il peut utiliser l'énergie éolienne pour la production d'électricité dans son village. Son premier moulin à vent a été utilisé pour alimenter des ampoules et des chargeurs les téléphones cellulaires ; d'autres ont été utilisés pour alimenter la pompe des systèmes d'irrigation et les puits d'eau potable. Son histoire obtient une visibilité internationale en 2007 et son projet de moulins à vent, obtient le soutien de donateurs du monde entier. Selon le roman, l'estimation par le gouvernement des décès dus à la famine semble être gravement sous-estimée.

## Pénurie alimentaire de 2012-2013
La récolte de maïs en 2012 a diminué de 7 % par rapport à 2011, et de sévères inondations au début de 2013 dans le sud du Malawi ont détruit 10 000 maisons, selon un rapport de 2013 du Forum Politique Mondial. Le Malawi Vulnerability Assessment Committee a estimé, en 2012-2013, que deux millions de personnes souffrent de carences alimentaires. En juillet 2012, le Programme Alimentaire Mondial a déclaré que "les ménages dans les régions du pays n'ont presque rien récolté." La Banque Mondiale a estimé que le Malawi aura besoin d'au moins de 57 000 tonnes de maïs dans la saison 2013/2014 afin de remédier à la pénurie de nourriture. Le prix du maïs a augmenté de 162 % en 2013, en raison de la faible récolte, du coût élevé du transport, et de la dévaluation de la MK. En juillet 2013, le Royaume-Uni a annoncé qu'il versera 20 millions de dollars pour le Malawi pour la "crise alimentaire imminente."
L'ADMARC rationne les ventes de maïs à 10 kg par personne. Le Ministère de l'Agriculture affirme que cette politique a été créée pour empêcher les fournisseurs d'acquérir tout le maïs et de le revendre à des pauvres à des prix plus élevés. Cependant, les journalistes de Blantyre Newspapers Limited, un média malawite, ont trouvé que l'ADMARC elle-même peut également être atteinte d'une pénurie de grain, certaines personnes ayant déclaré ne pas être en mesure de recevoir les 10 kg de céréales alloués.